# The Gosdin Brothers
The Gosdin Brothers war ein Country-Musik-Duo, bestehend aus den Brüdern Vern (1934–2009) und Rex (1938–1983). Die Karriere der Gosdin Brothers ist nahezu untrennbar mit den Byrds verknüpft.

## Anfänge
Die musikalische Karriere von Vern und Rex nahm ihren Anfang in der Familien-Band „The Gosdin Family“. Nach einem gescheiterten Versuch als Solosänger tat sich Vern Ende der fünfziger Jahre mit seinem jüngeren Bruder Rex zusammen. In Nashville wurde eine erste, unbedeutende Single produziert. Die Brüder zogen mit ihren Familien nach Kalifornien, wo sie in der dortigen Bluegrass-Szene Aufnahme fanden.
Zunächst schlossen sie sich den vom Banjo-Spieler Dom Parmley geführten „Golden State Boys“ an. Wenig später stieß der Mandolinenspieler Chris Hillman zu ihnen. Betreut wurden sie von Jim Dickson, dem zukünftigen Manager der Byrds. Um an der aufkommenden Folk-Welle partizipieren zu können, änderte Dickson Image und Namen der Gruppe. Der junge Hillman wurde zur Identifikationsfigur aufgebaut, der Bandname in „The Hillmen“ geändert.
Die Hillmen blieben bis 1964 zusammen. Chris Hillman stieg anschließend als Gründungsmitglied bei den Byrds ein. Vern Gosdin, der weitaus talentiertere der beiden Brüder, erhielt ebenfalls ein Angebot, lehnte aber ab. Er bevorzugte es, mit Rex als Duo „The Gosdin Brothers“ weiterzumachen (er wirkte aber bei etlichen Studioaufnahmen der Byrds mit).

## Karriere
Während die Byrds eine Weltkarriere starteten, mussten die Gosdins zum beruflichen Überleben durch die Clubs tingeln. Obwohl sie mehrmals gemeinsam mit den Superstars auftraten, konnten sie von ihrem so gewonnenen Bekanntheitsgrad nicht profitieren. Sie waren für die erwachende kalifornische Szene schlichtweg zu alt.
Es wurden einige Singles produziert (bei denen zum Teil Chris Hillman mitwirkte), die sich aber nur schlecht verkauften. 1966 stieg Gene Clark bei den Byrds aus. Zu seinem ersten Soloalbum leisteten auch die Gosdins einige Beiträge. Um das Brüderpaar zu fördern, bestimmte Jim Dickson, dass das Album unter dem Namen Gene Clark with the Gosdin Brothers veröffentlicht wurde.
1967 trennte man sich nach musikalischen Differenzen von Jim Dickson. Unter ihrem neuen Produzenten Gary S. Paxton wurde die Single Hangin’ On eingespielt, die es bis auf Platz 37 der Country-Charts schaffte. 1968 folgte das ambitionierte Album Sounds of Goodby, bei dem mit Gene Parsons und Clarence White auch zwei zukünftige Byrds mitwirkten. Das Album wurde von der Schallplattenfirma aber nur halbherzig promotet und verkaufte sich entsprechend schlecht.
Nach einigen weiteren erfolglosen gemeinsamen Singles gaben die Gosdin Brothers auf. Sie zogen sich für einige Jahre aus dem Musikgeschäft zurück und versuchten dann Solokarrieren zu starten. Vern war dabei weitaus erfolgreicher als Rex. Obwohl schon über fünfzig Jahre alt, schaffte er in den achtziger Jahren mehrere Nummer-eins-Hits.

## Diskografie

### Alben
- 1967: Gene Clark with the Gosdin Brothers (mit Gene Clark)
- 1968: Sounds of Goodby
- 2003: Sounds of Goodby (Kompilation)

### Singles
- 1959: A Lonely, Lonesome Street
- 1966: To Ramona
- 1966: Love at First Sight
- 1967: One Hundred Years from Now
- 1967: Hangin’ On / Multiple Heartaches
- 1968: She Still Wishes I Were You
- 1968: Sounds of Goodbye / The Victim
- 1969: Till the End
- 1969: My Love Keeps Reaching Out for You
- 1971: I Remember
- 1973: You Love Me Just Enough (To Keep Me Loving You)